# Лютомер
Лютомер (словен. Ljutomer) — поселення в общині Лютомер, Помурський регіон, Словенія. Висота над рівнем моря: 171,5 м. За даними 2007 року, населення становить 3380 осіб.